# Amt Weißensee
Das Amt Weißensee war eine im Thüringer Kreis gelegene territoriale Verwaltungseinheit des 1806 in ein Königreich umgewandelten Kurfürstentums Sachsen. Es gehörte zum „Oberen Distrikt“ des Thüringer Kreises und war zwischen 1657 und 1746 Teil des albertinischen Sekundogenitur-Fürstentums Sachsen-Weißenfels.
Bis zur Abtretung an Preußen 1815 bildete es als sächsisches Amt den räumlichen Bezugspunkt für die Einforderung landesherrlicher Abgaben und Frondienste, für Polizei, Rechtsprechung und Heeresfolge.

## Geographische Ausdehnung
Das Amt Weißensee lag im Norden des Thüringer Beckens am Mittellauf der Unstrut, welche das Amt am südlichen und östlichen Rand durchfloss und es teilweise begrenzte. Das Amtsgebiet reichte im Norden bis an den Rand der Hainleite. Weitere Nebenflüsse der Unstrut, welche das Amtsgebiet mit ihrem Unterlauf durchflossen oder berührten, waren die Gera, die Gramme mit der Vippach, beide Arme der unteren Helbe und die Wipper. Zum Territorium gehörten u. a. drei Städte und fünf Exklaven. Die zwei nördlichen Exklaven Bendeleben und Großfurra liegen südlich der Windleite bei Sondershausen, die östliche Exklave Großmonra liegt am Südrand der Schmücke bei Kölleda und die südlichen Exklaven Nöda und Kranichborn befinden sich im Thüringer Becken.
Das Amtsgebiet liegt heute zum größten Teil im Landkreis Sömmerda im Nordosten des Freistaats Thüringen. Die vier westlichen Orte Kutzleben, Lützensömmern, Groß- und Kleinballhausen gehören heute zum Unstrut-Hainich-Kreis, die vier nördlichen Orte Obertopfstedt, Niedertopfstedt, Grüningen, Oberbösa und die zwei Exklaven Großfurra und Bendeleben gehören zum Kyffhäuserkreis.

## Angrenzende Verwaltungseinheiten
Seit der Mitte des 17. Jahrhunderts grenzte das albertinische Amt Weißensee an folgende Gebiete:
- Westen: Kurfürstentum Sachsen (ab 1806 Königreich) (Amt Langensalza)
- Nordwesten: Fürstentum Schwarzburg-Sondershausen (Unterherrschaft)
- Norden: Fürstentum Schwarzburg-Rudolstadt (Unterherrschaft)
- Nordosten: Kurfürstentum Sachsen (ab 1806 Königreich) (Amt Sachsenburg)
- Osten: Kurfürstentum Sachsen (ab 1806 Königreich) (Amt Eckartsberga)
- Südosten: Exklave Amt Sömmerda des Erfurter Gebiets (zu Kurmainz, ab 1802 zum Königreich Preußen, ab 1807 zum französischen Fürstentum Erfurt)
- Süden: Exklave Werningshausen der oberen Grafschaft Gleichen (ab 1677 zum Herzogtum Sachsen-Gotha-Altenburg) und Exklave Henschleben mit Vehra des kursächsischen Amts Eckartsberga
- Südosten: Herzogtum Sachsen-Eisenach (ab 1741 Herzogtum Sachsen-Weimar-Eisenach) (Amt Großrudestedt); Erfurter Gebiet (zu Kurmainz, ab 1802 zum Königreich Preußen, ab 1807 zum französischen Fürstentum Erfurt) und Herzogtum Sachsen-Gotha-Altenburg (Amt Herbsleben)

Die fünf Exklaven des Amts Weißensee waren von folgenden Gebieten umgeben:
Großfurra
- Nordwesten: Königreich Preußen: Gebiet um Bleicherode (1807 zum Königreich Westphalen)
- Norden: Gemeinsamer Besitz des Fürstentums Schwarzburg-Rudolstadt und der Grafschaft Stolberg-Roßla: Amt Heringen (unter kursächs. Oberhoheit)
- Osten und Süden: Fürstentum Schwarzburg-Sondershausen (Unterherrschaft)
- Südwesten: Fürstentum Schwarzburg-Rudolstadt (Unterherrschaft): Exklave Straußberg/Immenrode

Bendeleben
- Westen: Fürstentum Schwarzburg-Sondershausen (Unterherrschaft)
- Osten: Fürstentum Schwarzburg-Rudolstadt (Unterherrschaft)

Großmonra
- Der Ort lag als Enklave vollständig im Westen des kursächsischen Amts Eckartsberga

Kranichborn
- Nordosten, Osten und Süden: Exklave Amt Sömmerda des Erfurter Gebiets (zu Kurmainz, ab 1802 zum Königreich Preußen, ab 1807 zum französischen Fürstentum Erfurt)
- Südwesten: Exklave Haßleben des Fürstentums Schwarzburg-Sondershausen (1811 zum Herzogtum Sachsen-Weimar-Eisenach (Amt Großrudestedt))
- Nordwesten: Exklave Werningshausen der oberen Grafschaft Gleichen (1677 zum Herzogtum Sachsen-Gotha-Altenburg)

Nöda
- Südwesten, Westen, Norden und Nordosten: Herzogtümer Sachsen-Weimar und Sachsen-Eisenach (ab 1741 Herzogtum Sachsen-Weimar-Eisenach (Amt Großrudestedt))
- Südosten: Erfurter Gebiet (zu Kurmainz, ab 1802 zum Königreich Preußen, ab 1807 zum französischen Fürstentum Erfurt)

## Geschichte

### Ludowingische Landgrafen von Thüringen
Das Gebiet um Weißensee gehörte im 12. Jahrhundert zur Landgrafschaft Thüringen, welche unter der Herrschaft der Ludowinger stand. Ab 1168 ließ die Ländgräfin Jutta Claricia von Thüringen, eine Halbschwester von Kaiser Friedrich Barbarossa, die Burg Weißensee zu einer Residenz der ludowingischen Landgrafen von Thüringen ausbauen. Erstmals wurde die Burg als Wyssense 1174 in einer Urkunde von Landgraf Ludwig III., dem Milden von Thüringen erwähnt. Die heutige Burg war die Hauptburg und die heutige Altstadt Weißensees kann als Vorburg bezeichnet werden. Letztere erhielt erst 1265, d. h. nach dem Aussterben der ludowingischen Landgrafen von Thüringen, eigene städtische Rechte, während die Hauptburg in landesherrlichem Besitz blieb.

### Wettinische Landgrafen von Thüringen
Mit dem Tod von König Heinrich Raspe starb 1247 das Geschlecht der Ludowinger aus. Nach dem Hessisch-Thüringischen Erbfolgekrieg fielen die thüringischen Landesteile und somit auch die Burg und die Stadt Weißensee an Markgraf Heinrich III. den Erlauchten von Meißen. Die wettinischen Markgrafen weilten häufig und regelmäßig auf der Burg. 1349 erscheint das „Amt Weißensee“ als Besitz der Wettiner. 1382 kam die Burg Weißensee wieder in den Besitz der Thüringer Landgrafen aus dem Haus Wettin. Im Mai 1440 starb der letzte Landgraf von Thüringen, Friedrich IV., der Einfältige, auf der Burg Weißensee, die danach in den Besitz der verwandten wettinischen Herzöge von Sachsen kam.

### Albertinische Linie
Durch die Leipziger Teilung von 1485 kam der nördliche Teil Thüringens mit der Burg, der Stadt und dem Amt Weißensee an die albertinische Linie des Hauses Wettin. Während des Bauernkrieges wurde 1525 den aufständischen Bauern der Einlass in die Stadt und die Burg verweigert. Durch die Folge des Schmalkaldischen Krieges ging im Jahr 1547 die Kurwürde der Wettiner von den Ernestinern an die Albertiner über, wodurch das Amt Weißensee mit dem nord- und nordöstlichen Teil der ehemaligen Landgrafschaft Thüringen nun zum albertinischen Kurfürstentum Sachsen gehörte. Aufgrund der erforderlichen Neugliederung der kursächsischen Verwaltung wurde das Amt Weißensee dem „Oberen Distrikt“ des neu gebildeten Thüringer Kreises zugeordnet. Ab 1554 diente die Burg Weißensee als Witwensitz der Kurfürsten von Sachsen.
Von 1657 bis 1746 gehörten Burg, Stadt und Amt Weißensee zum albertinischen Sekundogenitur-Fürstentum Sachsen-Weißenfels. Das Kurfürstentum Sachsen behielt sich jedoch die Aufsicht über die Schriftsassen in den der Sekundogenitur überlassenen Ämtern vor. Für die im Thüringischen Kreis gelegenen Ämter Langensalza, Sangerhausen und Weißensee übernahm das neugeschaffene Kreisamt Tennstedt diese Aufgabe. In dieser Zeit, als die eigentliche landgräfliche Geschichte von Burg und Stadt Weißensee vergessen war, wurde zum ersten Mal in Akten der Verlegenheitsname „Runneburg“ (runde Burg) für die Burg verwendet. Nach dem Erlöschen der Nebenlinie Sachsen-Weißenfels fiel das Amt Weißensee im Jahr 1746 an die Hauptlinie der Albertiner zurück. Durch die Ernennung des Kurfürstentums Sachsen zum Königreich gehörte das Amt ab 1806 zum Königreich Sachsen.

### Abtretung an Preußen
Auf dem Wiener Kongress wurden im Jahr 1815 Gebietsabtretungen des Königreichs Sachsen an das Königreich Preußen beschlossen, was u. a. den gesamten Thüringer Kreis mit seinen Ämtern betraf. Das Amt Weißensee gehörte ab 1816 mit dem ehemals Kurmainzisch-Erfurtischen Amt Sömmerda zum neu gegründeten Landkreis Weißensee im Regierungsbezirk Erfurt der preußischen Provinz Sachsen. In den Folgejahren wurde die Runneburg in Weißensee zu Verwaltungszwecken umgebaut.
Die Exklave Großmonra kam an den Landkreis Eckartsberga im preußischen Regierungsbezirk Merseburg der Provinz Sachsen. Die beiden nördlichen Exklaven Bendeleben und Großfurra wurden der Unterherrschaft des Fürstentums Schwarzburg-Sondershausen angegliedert, während die beiden südlichen Exklaven Kranichborn und Nöda an das Großherzogtum Sachsen-Weimar-Eisenach  abgetreten wurden und zum Amt Großrudestedt kamen.

## Zugehörige Orte
Städte
- Weißensee
- Gebesee
- Kindelbrück

Dörfer
| - Frömmstedt - Gangloffsömmern - Griefstedt, Kommende bzw. Stiftung - Großballhausen - Grüningen - Günstedt - Herrnschwende - Kleinballhausen - Kutzleben - Lützensömmern | - Nausiß - Niedertopfstedt - Oberbösa mit Bonnrode - Obertopfstedt - Ottenhausen - Riethgen - Scherndorf - Schilfa - Weißensee - Schwerstedt | - Rittergut Stödten - Straußfurt - Tunzenhausen - Waltersdorf - Wenigensömmern - Wundersleben |

Dörfer (Exklaven)
- Bendeleben (1815 zur Schwarzburg-Sondershäuser Unterherrschaft)
- Großfurra (1815 zur Schwarzburg-Sondershäuser Unterherrschaft)
- Großmonra (1815 zum preußischen Landkreis Eckartsberga)
- Kranichborn (1815 zum Amt Großrudestedt des Großherzogtums Sachsen-Weimar-Eisenach)
- Nöda (1815 zum Amt Großrudestedt des Großherzogtums Sachsen-Weimar-Eisenach)

Burgen und Schlösser
- Schloss Weißensee
- Schloss Gebesee[6]
- Schloss Grüningen
- Burg Straußfurt[7]
- Schloss Schilfa
- Schloss Bendeleben[8]
- Burg Kleinballhausen[9]
- Burg Großballhausen[10]
- Wasserburg Tunzenhausen[11]
- Burg Furra[12]

In den meisten Orten des Amts Weißensee existierten ein bis mehrere Rittergüter.
Klöster
- Kloster Großballhausen (1306–1326)
- Kloster Großfurra (1326–1538, danach Staatsdomäne)
- Kloster Ottenhausen (1116–1539)

## Amtleute
- Oswald von Kromsdorf († 1553), Amtshauptmann
- Philip Notnagel, 1564 Amtsschösser
- Melchior Heydenreich, Amtsschösser
- Caspar Rose, Amtsschösser
- Michael Arnold, 1646 Amtsschösser
- Christian Albinus, 1660/66 Amtsschösser
- Christian Keißling, 1694/95 Amtsschösser